# 芬宁·梅因纳斯环形山
芬宁·梅因纳斯环形山(Vening Meinesz)是月球背面赤道区一座古老的大撞击坑，约形成于酒海纪，其名称取自荷兰地球物理学家及测量学家费利克斯·安德里斯·芬宁·梅因纳斯(Felix Andries Vening Meinesz，1887年-1966年)，1970年被国际天文联合会正式批准接受。

## 描述
该陨坑北面毗邻巨大的曼德尔施塔姆环形山；东北靠近迪费陨石坑；东南不远坐落着杜瓦环形山，而大陨坑-斯特拉顿环形山和基勒环形山则分别位于它的东南偏南和南面；西南是文特里斯环形山；西南偏西则为谢里曼环形山。该环形山的北侧内壁位于月球赤道上，其中心月面坐标为0°06′S 162°31′E / 0.1°S 162.51°E，直径88.7公里，深度4公里。
芬宁·梅因纳斯环形山已受侵蚀，其边缘范围磨损不清，沿坑壁重叠着多座陨石坑，其中北侧内壁上坐落着最大的卫星坑"芬宁·梅因纳斯 Z"，西北和东北外侧壁上分别附靠着卫星坑"芬宁·梅因纳斯 W"和芬宁·梅因纳斯 C"；环形山坑壁平均高出周边地形1400米，内部容积约有7200公里³。碗状的坑底表面较为平坦，散布有众多大小不同的撞击坑。

## 卫星陨石坑

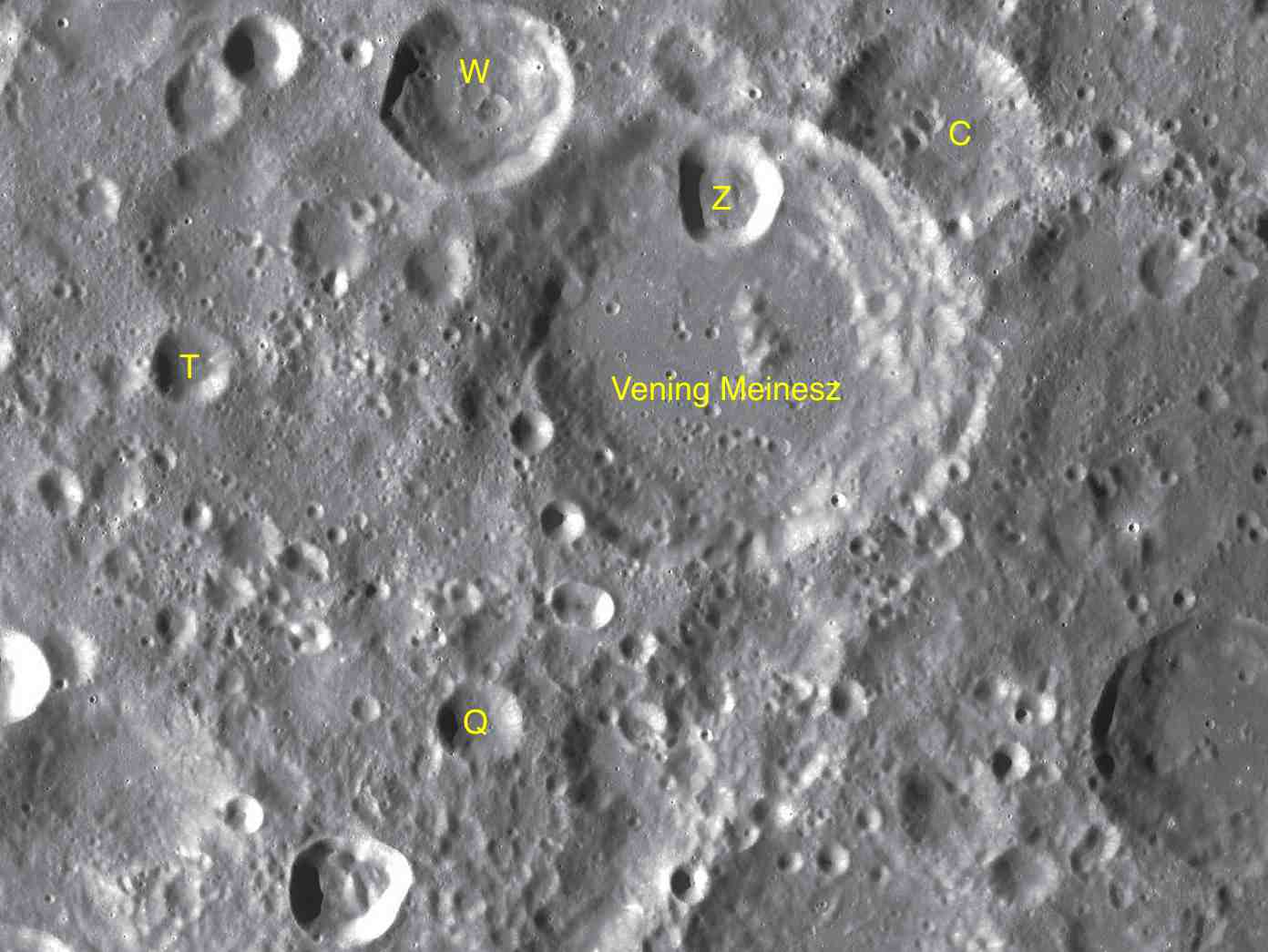
LAC-67和LAC-85拼接图

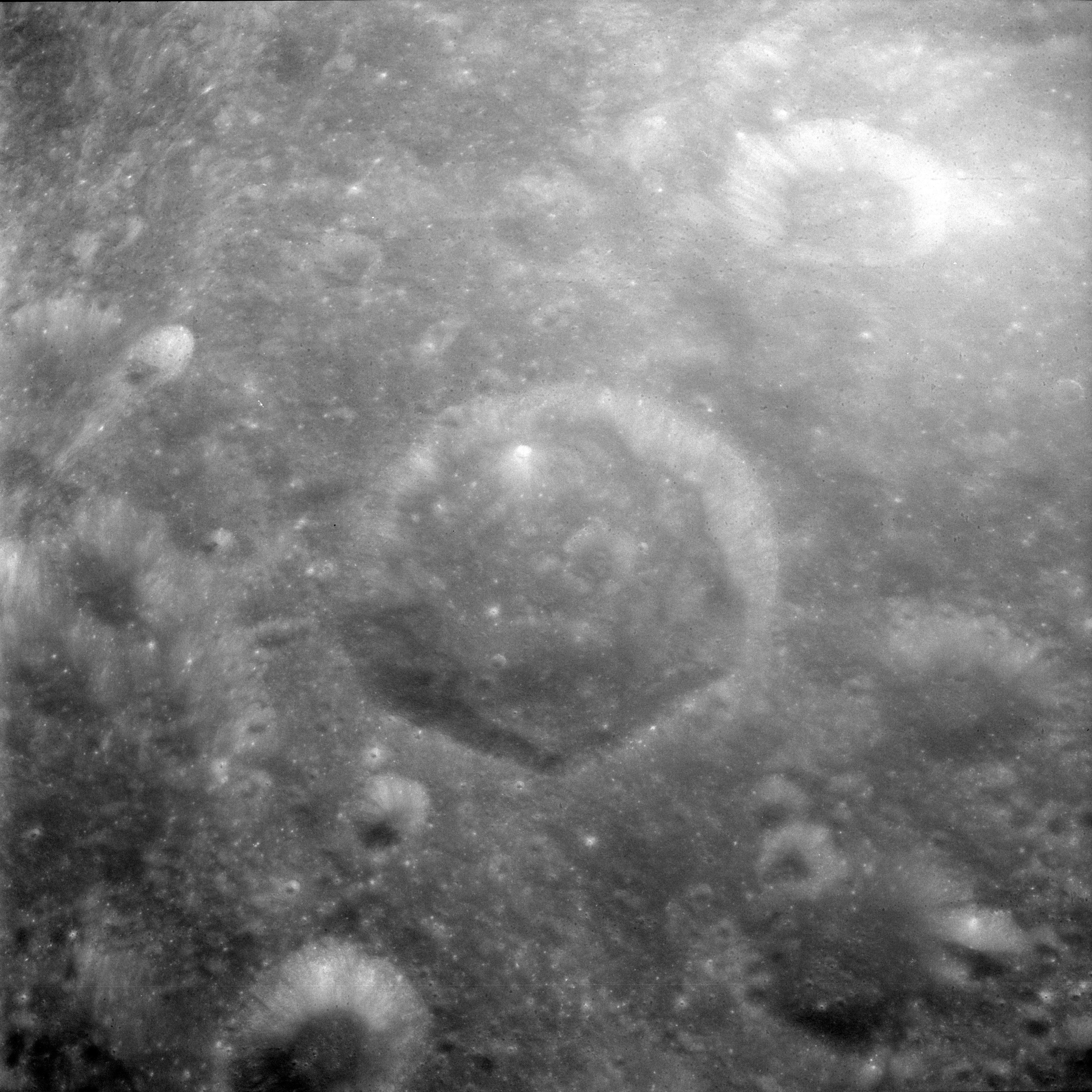
卫星坑"芬宁·梅因纳斯 W"，阿波罗11号拍摄。

按惯例，最靠近芬宁·梅因纳斯环形山的卫星坑在月图上以字母标注在该坑中心点的旁边。
| 芬宁 梅因纳斯 | 纬度   | 经度     | 直径    |
| ------------- | ------ | -------- | ------- |
| C             | 1.2° N | 163.8° E | 46 公里 |
| Q             | 2.6° S | 161.0° E | 17 公里 |
| T             | 0.4° S | 159.3° E | 15 公里 |
| W             | 1.5° N | 161.0° E | 39 公里 |
| Z             | 0.8° N | 162.5° E | 25 公里 |

- 卫星坑"芬宁·梅因纳斯 W"形成于晚雨海世[1]。